# Sahel tunisià

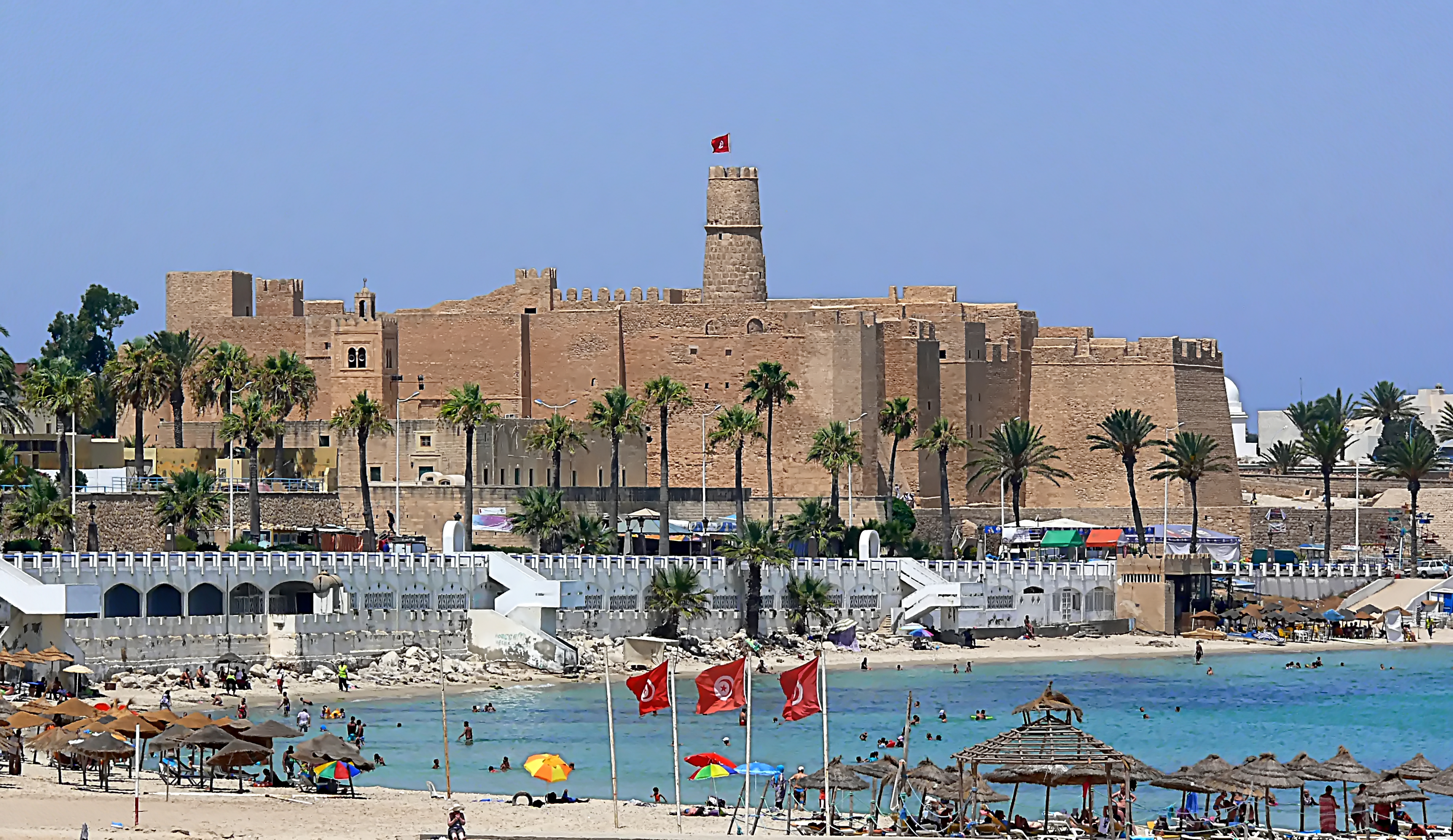
Ribat de Monastir

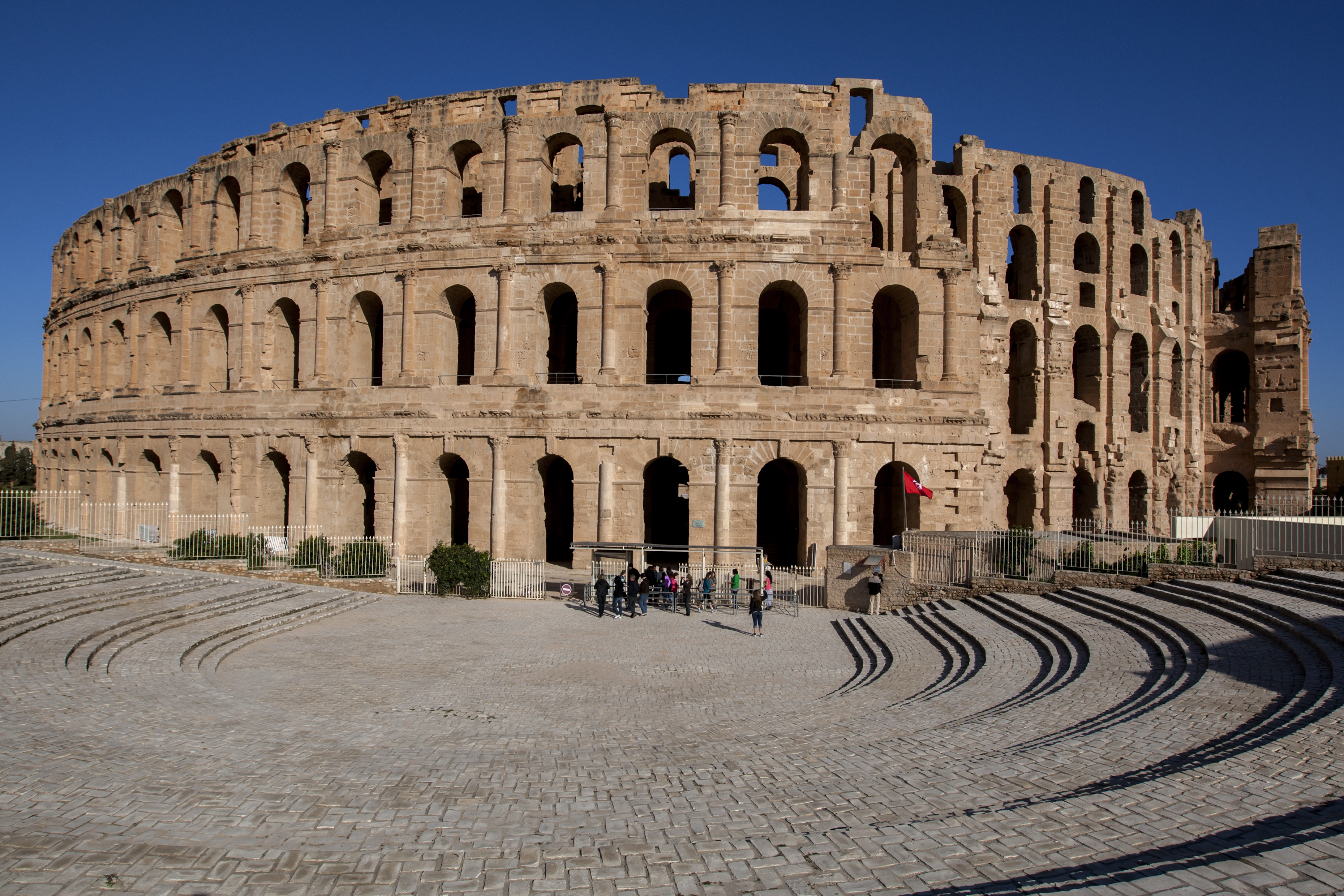
Amfiteatre d'El Djem

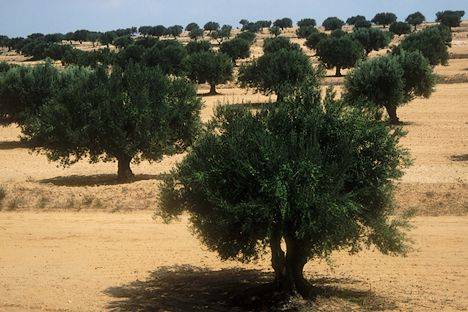
Camp d'olivieres prop de Sfax.

El Sahel tunisià (àrab: السـاحـل, as-Sāḥil) és una regió de Tunísia que a grans trets forma la part central del país i més estrictament la zona que va del Golf d'Hammamet al Golf de Gabes. Té una forma triangular amb la base a la costa i el vèrtex a Sbeïtla. El seu nom ve de la paraula àrab sàhil que vol dir ‘litoral'.
És una regió totalment ocupada per les oliveres que s'estenen per gran extensions; també s'hi veuen alguns ametllers. La zona és coberta per les sabkhes o llacunes salades que s'inunden a l'hivern però de les que moltes s'assequen a l'estiu. Encara que la pluviometria és deficitària les capes freàtiques són riques i ben explotades. Encara que estrictament estaria formada per les governacions de Sussa, Monastir, Mahdia i Sfax, de fet inclou igualment les de Siliana, Kairuan, Sidi Bou Zid i fins i tot part de Kasserine (ja al límit oriental i on s'inicia la zona predesèrtica o regió del Djerid). Actualment té una intensa activitat turística a la zona de Sussa (Port El Kantaoui), Monastir (Skanes) i Mahdia. Disposa d'aeroport internacional a Monastir
Cobreix una gran superfície uns 15000 km²) amb una distància de 150 km entre nord i sud a la costa i prop de 200 km cap a l'interior al lloc més profund. La població és d'uns dos milions d'habitants (un 20% de la població del país). Les ciutats principals són Sfax, Sussa, Monastir, Mahdia i Kairuan.
Aquesta zona correspon a grans trets amb la província romana de la Bizacena.